# Horacio Wamba
Horacio Oscar Wamba (La Plata, 1945) es un diplomático argentino.

## Carrera
Estudió abogacía en la Universidad Nacional de La Plata.
Hacia fines de la década de 1990 fue encargado de negocios de la embajada argentina en Chile. También ha cumplido funciones consulares en Bolivia.
Fue cónsul general en Houston, Texas, Estados Unidos, entre fines de 1999 y 2004. Allí se involucró en el caso Víctor Saldaño, colaborando con la defensa del ciudadano argentino. Gracias a sus gestiones, Saldaña no fue ejecutado tras su primer juicio, ya que Wamba empujó la apelación alegando racismo. Allí también denunció el estado y los tratos contra los reos en los denominados «corredores de la muerte» del estado texano, recalcando que ello es la causa del deterioro del estado de salud de Saldaña. El caso le provocó problemas de salud y estrés, debiendo retirarse del cargo a principios de 2004, aunque continuó siguiendo el caso desde Buenos Aires. Posteriormente, desempeñó funciones en la Subsecretaría de Política Exterior de la Cancillería Argentina.
A fines de 2008 Argentina instaló su representación diplomática en Ramala, siendo designado Wamba como primer representante argentino ante Palestina, con el rango de ministro plenipotenciario de primera clase. El 13 de enero de 2010 fue designado como «embajador extraordinario y plenipotenciario, al solo efecto del rango protocolar».
El 25 de mayo de 2010, debido a los festejos por el bicentenario de la Revolución de Mayo, asistió a la inauguración de la calle "Argentina" en Jericó. En noviembre de 2012, el presidente palestino Mahmud Abás le entregó la medalla La Estrella de Jerusalén.